# Championnat de la province de Buenos Aires de rugby à XV 2013
Navigation
Torneo de la URBA 2012 Torneo de la URBA 2014
Le Championnat de la province de Buenos Aires de rugby à XV 2013 ou Torneo de la URBA 2013 est une compétition annuelle de rugby à XV organisée par la Fédération de rugby à XV de Buenos Aires. La formule du tournoi a changé plusieurs fois depuis 1899. Actuellement, 82 équipes évoluent dans quatre divisions : 24 dans le Grupo I, 24 dans le Grupo II, 16 dans le Grupo III et 18 dans le Grupo IV. En sa qualité de membre fondateur de la River Plate Rugby Football Union, l'Atlético del Rosario, de la province de Santa Fe, est autorisé à participer à la compétition, alors que les autres clubs de la région concourent dans le championnat du Torneo del Litoral.

## Format
Les 24 clubs sont répartis en deux zones : chaque équipe ne joue qu'une seule fois. À la fin de cette première phase, les quatorze meilleurs clubs se qualifient pour le tournoi final, dénommé Top 14, où, là encore, chaque équipe dispute treize matchs. À l'issue de celui-ci, les deux premiers sont qualifiés directement pour les demi-finales, alors les quatre suivants se retrouvent en quarts de finale. Le championnat se conclut par des demi-finales et une finale : le vainqueur et le finaliste se qualifient pour le Nacional de Clubes où ils rencontrent le 1er et le 2e du Tournoi de l'Intérieur pour l'attribution du titre de champion d'Argentine.

## Clubs participants
- Hindú Club
- Newman
- CU Buenos Aires
- Liceo Naval
- Belgrano AC
- Lomas AC
- Atlético del Rosario
- Pucará
- San Albano
- Buenos Aires Cricket & Rugby
- San Andres
- San Martin
- CA San Isidro
- San Isidro Club
- La Plata RC
- Club San Luis
- Regatas Bella Vista
- Alumni AC
- Manuel Belgrano
- San Cirano
- Los Tilos
- Olivos RC
- Champagnat
- Liceo Militar

## Phase régulière

### Groupe A
| Rang | Club                 | J  | V | N | D  | Pm  | Pe  | Diff | Pts |
| ---- | -------------------- | -- | - | - | -- | --- | --- | ---- | --- |
| 1    | Hindú Club           | 11 | 9 | 0 | 2  | 305 | 163 | +142 | 41  |
| 2    | Newman               | 11 | 8 | 0 | 3  | 315 | 167 | +148 | 39  |
| 3    | CU Buenos Aires      | 11 | 8 | 0 | 3  | 312 | 172 | +140 | 38  |
| 4    | Liceo Naval          | 11 | 8 | 0 | 3  | 207 | 181 | +26  | 33  |
| 5    | Belgrano AC          | 11 | 7 | 0 | 4  | 283 | 244 | +39  | 31  |
| 6    | Lomas AC             | 11 | 7 | 0 | 4  | 214 | 186 | +28  | 31  |
| 7    | Atlético del Rosario | 11 | 5 | 0 | 6  | 248 | 222 | +26  | 25  |
| 8    | Pucará               | 11 | 5 | 0 | 6  | 218 | 218 | 0    | 24  |
| 9    | San Albano           | 11 | 4 | 0 | 7  | 256 | 231 | +25  | 23  |
| 10   | Buenos Aires CR      | 11 | 2 | 0 | 9  | 152 | 326 | -174 | 9   |
| 11   | San Andres           | 11 | 2 | 0 | 9  | 146 | 405 | -259 | 9   |
| 12   | San Martín           | 11 | 1 | 0 | 10 | 172 | 313 | -141 | 6   |

|  | Qualifiés pour le Top 14 |

### Groupe B
| Rang | Club                | J  | V  | N | D  | Pm  | Pe  | Diff | Pts |
| ---- | ------------------- | -- | -- | - | -- | --- | --- | ---- | --- |
| 1    | CA San Isidro       | 11 | 11 | 0 | 0  | 365 | 159 | +206 | 49  |
| 2    | San Isidro Club     | 11 | 9  | 0 | 2  | 376 | 191 | +185 | 42  |
| 3    | La Plata RC         | 11 | 8  | 1 | 2  | 341 | 198 | +143 | 41  |
| 4    | Club San Luis       | 11 | 8  | 0 | 3  | 298 | 144 | +154 | 38  |
| 5    | Regatas Bella Vista | 11 | 6  | 1 | 4  | 263 | 190 | +73  | 32  |
| 6    | Alumni AC           | 11 | 4  | 1 | 6  | 281 | 199 | +82  | 24  |
| 7    | Manuel Belgrano     | 11 | 5  | 0 | 6  | 231 | 255 | -24  | 23  |
| 8    | San Cirano          | 11 | 5  | 0 | 6  | 270 | 272 | -2   | 22  |
| 9    | Los Tilos           | 11 | 3  | 0 | 8  | 183 | 339 | -156 | 14  |
| 10   | Olivos RC           | 11 | 3  | 0 | 8  | 221 | 390 | -169 | 13  |
| 11   | Champagnat          | 11 | 1  | 1 | 9  | 146 | 403 | -257 | 9   |
| 12   | Liceo Militar       | 11 | 1  | 0 | 10 | 154 | 389 | -235 | 6   |

|  | Qualifiés pour le Top 14 |

## Top 14

### Phase régulière
| Rang | Club                 | J  | V  | N | D  | Pm  | Pe  | Diff | Pts |
| ---- | -------------------- | -- | -- | - | -- | --- | --- | ---- | --- |
| 1    | Hindú Club           | 13 | 11 | 1 | 1  | 359 | 159 | +200 | 53  |
| 2    | CU Buenos Aires      | 13 | 11 | 0 | 2  | 397 | 210 | +187 | 50  |
| 3    | Newman               | 13 | 11 | 0 | 2  | 399 | 238 | +161 | 48  |
| 4    | CA San Isidro        | 13 | 9  | 1 | 3  | 384 | 259 | +125 | 43  |
| 5    | San Isidro Club      | 13 | 9  | 0 | 4  | 356 | 287 | +69  | 40  |
| 6    | Belgrano AC          | 13 | 8  | 0 | 5  | 363 | 271 | +92  | 36  |
| 7    | Alumni AC            | 13 | 7  | 0 | 6  | 354 | 251 | +103 | 35  |
| 8    | Atlético del Rosario | 13 | 6  | 0 | 7  | 301 | 357 | -56  | 26  |
| 9    | Regatas Bella Vista  | 13 | 5  | 0 | 8  | 313 | 358 | -45  | 24  |
| 10   | Lomas AC             | 13 | 4  | 0 | 9  | 204 | 300 | -96  | 19  |
| 11   | La Plata RC          | 13 | 3  | 0 | 10 | 322 | 372 | -50  | 18  |
| 12   | Club San Luis        | 13 | 3  | 0 | 10 | 210 | 293 | -83  | 18  |
| 13   | Liceo Naval          | 13 | 3  | 0 | 10 | 211 | 353 | -142 | 14  |
| 14   | Manuel Belgrano      | 13 | 0  | 0 | 13 | 142 | 607 | -465 | 2   |

|  | Qualifiés pour les demi-finales (no 1, no 2)                 |
|  | Qualifiés pour les quarts de finale (no 3, no 4, no 5, no 6) |

### Phase finale

#### Tableau
|  | Quarts de finale    | Quarts de finale    |                    |                    | Demi-finales       | Demi-finales       |  |  | Finale             | Finale             |
|  | Quarts de finale    | Quarts de finale    |                    |                    | Demi-finales       | Demi-finales       |  |  | Finale             | Finale             |
|  |                     |                     |                    |                    |                    |                    |  |  |                    |                    |
|  | le 13 octobre 2013  | le 13 octobre 2013  |                    |                    | le 19 octobre 2013 | le 19 octobre 2013 |  |  | le 26 octobre 2013 | le 26 octobre 2013 |
|  | le 13 octobre 2013  | le 13 octobre 2013  |                    |                    | le 19 octobre 2013 | le 19 octobre 2013 |  |  | le 26 octobre 2013 | le 26 octobre 2013 |
|  | le 13 octobre 2013  | le 13 octobre 2013  | [1] Hindú Club     | 16                 |                    |                    |  |  | le 26 octobre 2013 | le 26 octobre 2013 |
|  | [4] CA San Isidro   | 19                  | [1] Hindú Club     | 16                 |                    |                    |  |  | le 26 octobre 2013 | le 26 octobre 2013 |
|  | [4] CA San Isidro   | 19                  | San Isidro Club    | 3                  |                    |                    |  |  | le 26 octobre 2013 | le 26 octobre 2013 |
|  | [5] San Isidro Club | 20                  | San Isidro Club    | 3                  |                    |                    |  |  | le 26 octobre 2013 | le 26 octobre 2013 |
|  | [5] San Isidro Club | 20                  | le 19 octobre 2013 | le 19 octobre 2013 | Hindú Club         | 9                  |  |  |                    |                    |
|  | le 12 octobre 2013  |                     | le 19 octobre 2013 | le 19 octobre 2013 | Hindú Club         | 9                  |  |  |                    |                    |
|  |                     | CU Buenos Aires     | le 19 octobre 2013 | le 19 octobre 2013 | 11                 |                    |  |  |                    |                    |
|  | [3] Newman          | CU Buenos Aires     | le 19 octobre 2013 | le 19 octobre 2013 | 11                 | 22                 |  |  |                    |                    |
|  | [3] Newman          | [2] CU Buenos Aires | 27                 |                    |                    | 22                 |  |  |                    |                    |
|  | [6] Belgrano AC     | [2] CU Buenos Aires | 27                 | 18                 |                    |                    |  |  |                    |                    |
|  | [6] Belgrano AC     | Newman              | 15                 | 18                 |                    |                    |  |  |                    |                    |
|  |                     | Newman              | 15                 |                    |                    |                    |  |  |                    |                    |

#### Quarts de finale
| 13 octobre 2013 | CA San Isidro | 19 - 20 | San Isidro Club | Cancha 1 de Rugby, Buenos Aires Arbitre : Tomanovich |
| 13 octobre 2013 |               |         |                 | Cancha 1 de Rugby, Buenos Aires Arbitre : Tomanovich |
| 13 octobre 2013 |               |         |                 | Cancha 1 de Rugby, Buenos Aires Arbitre : Tomanovich |

| 12 octobre 2013 | Newman | 22 - 18 | Belgrano AC | Cancha 1 de Rugby, Buenos Aires Arbitre : Figueroa |
| 12 octobre 2013 |        |         |             | Cancha 1 de Rugby, Buenos Aires Arbitre : Figueroa |
| 12 octobre 2013 |        |         |             | Cancha 1 de Rugby, Buenos Aires Arbitre : Figueroa |

#### Demi-finales
| 19 octobre 2013 | Hindú Club | 16 - 3 (3 - 3) | San Isidro Club | Cancha 1 de Rugby, Buenos Aires Arbitre : Iparraguirre |
| 19 octobre 2013 |            |                |                 | Cancha 1 de Rugby, Buenos Aires Arbitre : Iparraguirre |
| 19 octobre 2013 |            |                |                 | Cancha 1 de Rugby, Buenos Aires Arbitre : Iparraguirre |

| 19 octobre 2013 | CU Buenos Aires | 27 - 15 (14 - 6) | Newman | Cancha 1 de Rugby, Buenos Aires Arbitre : Pastrana |
| 19 octobre 2013 |                 |                  |        | Cancha 1 de Rugby, Buenos Aires Arbitre : Pastrana |
| 19 octobre 2013 |                 |                  |        | Cancha 1 de Rugby, Buenos Aires Arbitre : Pastrana |

#### Finale
| 26 octobre 2013 | CU Buenos Aires | 11 - 9 (3 - 6) | Hindú Club | Cancha 1 de Rugby, Buenos Aires Arbitre : Iparraguirre |
| 26 octobre 2013 |                 |                |            | Cancha 1 de Rugby, Buenos Aires Arbitre : Iparraguirre |
| 26 octobre 2013 |                 |                |            | Cancha 1 de Rugby, Buenos Aires Arbitre : Iparraguirre |

## Statistiques

### Meilleurs réalisateurs
| Rang | Joueur                     | Club            | Poste            | Points |
| ---- | -------------------------- | --------------- | ---------------- | ------ |
| 1    | Ignacio Almela             | CA San Isidro   | Demi d'ouverture | 228    |
| 2    | Gonzalo Gutiérrez Taboada  | Newman          | Arrière          | 217    |
| 3    | Bautista Güemes            | CU Buenos Aires | Demi d'ouverture | 189    |
| 4    | Dimas Suffern Quirno       | La Plata RC     | Demi d'ouverture | 129    |
| 5    | Santiago González Iglesias | Alumni AC       | Demi d'ouverture | 125    |

### Meilleurs marqueurs
| Rang | Joueur                    | Club                 | Poste   | Essais |
| ---- | ------------------------- | -------------------- | ------- | ------ |
| 1    | Agustín Gosio             | Newman               | Centre  | 11     |
| 2    | Ricardo Bueloni           | Atlético del Rosario | Arrière | 9      |
| -    | Franco Fasano             | CA San Isidro        | Ailier  | 9      |
| -    | Gonzalo Gutiérrez Taboada | Newman               | Arrière | 9      |
| -    | Malcom Spencer            | Regatas Bella Vista  | Centre  | 9      |